# Première Nation de Neskantaga
La Première Nation de Neskantaga (Neskantaga First Nation en anglais), anciennement connue sous le nom de bande indienne de Lansdowne House (Lansdowne House Indian Band en anglais), est une Première Nation oji-crie du Nord de l'Ontario au Canada. Elle possède une réserve nommée Neskantaga située au bord du lac Attawapiskat. De plus, elle est aussi rattachée au Summer Beaver Settlement qu'elle partage avec la Première Nation de Nibinamik. En 2022, elle a une population inscrite de 492 membres.

## Démographie
Les membres de la Première Nation de Neskantaga sont des Oji-Cris. En mars 2022, la bande avait une population inscrite totale de 492 membres dont 117 vivaient hors réserve.

## Géographie
La Première Nation de Neskantaga possède une réserve nommée Neskantage située sur la rive ouest du lac Attawapiskat dans le Nord de l'Ontario. Celle-ci couvre une superficie de 831,5 hectares. De plus, elle est également rattachée au Summer Beaver Settlement qu'elle partage avec la Première Nation de Nibinamik,.

## Gouvernance
La Première Nation de Neskantaga est administrée par un conseil de bande élu selon la section 10 de la Loi sur les Indiens. Pour le mandant de 2021 à 2023, celui-ci est composé du chef Terry Wayne Moonias et de quatre conseillers.
La Première Nation de Neskantaga est affiliée au conseil tribal des Premières Nations Matawa.

## Histoire
La Première Nation de Neskantaga est signataire du Traité 9.

## Transports
Neskantaga est desservie par l'aéroport de Lansdowne House et, en hiver, par des routes de glace.